# Guineu voladora de Luzon
La guineu voladora de Luzon (Desmalopex leucopterus) és una espècie de ratpenat de la família dels pteropòdids. És endèmica de les Filipines. El seu hàbitat natural són els boscos primaris de l'estatge montà, els boscos de plana i els herbassars. Es creu que està amenaçada per la destrucció d'hàbitat.